# Талант и поклонники
«Талант и поклонники» — советский рисованный мультипликационный фильм. снятым режиссёром Борисом Дёжкиным на студии «Союзмультфильм» 1978 года.

## Сюжет
В комедийной форме создатели фильма рассказывают, к чему приводит спортсменов чрезмерное восхваление их успехов, а также о том, что лучше быть самим собой и делать то, что ты умеешь хорошо делать, чем хвататься за чужие обязанности, не имея о них представления. Увидев парня, мастерски запрыгнувшего на дерево с помощью граблей, тренер по прыжкам с шестом берёт его в свою команду. На соревнованиях новичок занимает первое место, но потом слава ударяет ему в голову, он начинает пропускать тренировки и в финале бесславно проигрывает.

## Создатели
| автор сценария            | Василий Ливанов                                                |
| режиссёр                  | Борис Дёжкин                                                   |
| художники-постановщики    | Борис Дёжкин, Александр Винокуров                              |
| оператор                  | Михаил Друян                                                   |
| композитор                | Евгений Птичкин                                                |
| текст песни               | Игоря Шаферана                                                 |
| звукооператор             | Владимир Кутузов                                               |
| роли озвучивал            | Александр Баранов — шумовое оформление                         |
| художники-мультипликаторы | Борис Дёжкин, Виктор Арсентьев, Владимир Крумин, Олег Сафронов |
| художники                 | Пётр Коробаев, Сергей Маракасов                                |
| ассистенты режиссёра      | Раиса Макарова, Екатерина Синицкая                             |
| монтажница                | Ольга Василенко                                                |
| редактор                  | Раиса Фричинская                                               |
| директор картины          | К. Антонов                                                     |